# Nelipophygus banksi
Nelipophygus banksi är en kackerlacksart som beskrevs av Gurney 1942. Nelipophygus banksi ingår i släktet Nelipophygus och familjen småkackerlackor.
Artens utbredningsområde är Kuba. Inga underarter finns listade i Catalogue of Life.